# Košarovce
Košarovce (bis 1927 slowakisch auch „Košiarovce“; ungarisch Kosárvágása – bis 1907 Kosaróc) ist eine Gemeinde im Osten der Slowakei mit 581 Einwohnern (Stand 31. Dezember 2024), die zum Okres Humenné, einem Kreis des Prešovský kraj, gehört. Vielmehr ist sie Teil der traditionellen Landschaft Zemplín.

## Geographie
Die Gemeinde befindet sich im Südteil der Niederen Beskiden, genauer noch im Bergland Ondavská vrchovina, im Tal der Oľka, wenige Kilometer östlich des Stausees Veľká Domaša. Das Ortszentrum liegt auf einer Höhe von 178 m n.m. und ist 19 Kilometer von Humenné entfernt.
Nachbargemeinden sind Nižná Sitnica im Norden, Jankovce im Nordosten, Lukačovce im Südosten, Girovce im Süden, Holčíkovce im Südwesten, Rafajovce im Westen und Ďapalovce im Nordwesten.

## Geschichte
Von einer menschlichen Besiedlung des heutigen Gemeindegebiets zeigt ein Fund von sechs Hügelgräbern aus der Frühbronzezeit.
Der heutige Ort Košarovce wurde zum ersten Mal 1408 als Cassorhaw schriftlich erwähnt und entstand als Neugründung im bis zum 14. Jahrhundert dünn besiedelten Nordteil der Gespanschaft Semplin. Bis 1767 war das Dorf Besitz des Herrschaftsguts von Stropkov. 1828 zählte man 41 Häuser und 300 Einwohner, die vorwiegend als Fuhrleute, Hirten und Holzfäller beschäftigt waren.
Bis 1918/1919 gehörte der im Komitat Semplin liegende Ort zum Königreich Ungarn und kam danach zur Tschechoslowakei beziehungsweise heute Slowakei.

## Bevölkerung
| Jahr                | 1994 | 2004    | 2014    | 2024    |
| ------------------- | ---- | ------- | ------- | ------- |
| Anzahl der Personen | 586  | 613     | 633     | 581     |
| Unterschied         |      | +4,60 % | +3,26 % | −8,21 % |

| Jahr                | 2023 | 2024    |
| ------------------- | ---- | ------- |
| Anzahl der Personen | 584  | 581     |
| Unterschied         |      | −0,51 % |

Nach der Volkszählung 2011 wohnten in Košarovce 616 Einwohner, davon 604 Slowaken, jeweils zwei Russinen und Tschechen sowie jeweils ein Bulgare, Deutscher und Ukrainer. Fünf Einwohner machten keine Angabe zur Ethnie.
564 Einwohner bekannten sich zur römisch-katholischen Kirche, 32 Einwohner zur griechisch-katholischen Kirche, zwei Einwohner zur orthodoxen Kirche und ein Einwohner zur Evangelischen Kirche A. B. Sechs Einwohner waren konfessionslos und bei 11 Einwohnern wurde die Konfession nicht ermittelt.

## Bauwerke und Denkmäler
- römisch-katholische Kirche im gemischten barock-klassizistischen Stil aus dem Jahr 1768